# 余芝
余芝（？—？），贵州遵义人，清朝政治人物。举人出身。
道光七年，擔任廣東廣州府永安縣知縣（現紫金縣知縣）。后由任培接任。